# Glossaulax aulacoglossa
Glossaulax aulacoglossa là một loài ốc biển, là động vật thân mềm chân bụng sống ở biển trong họ Naticidae.